# 평화 유지 활동

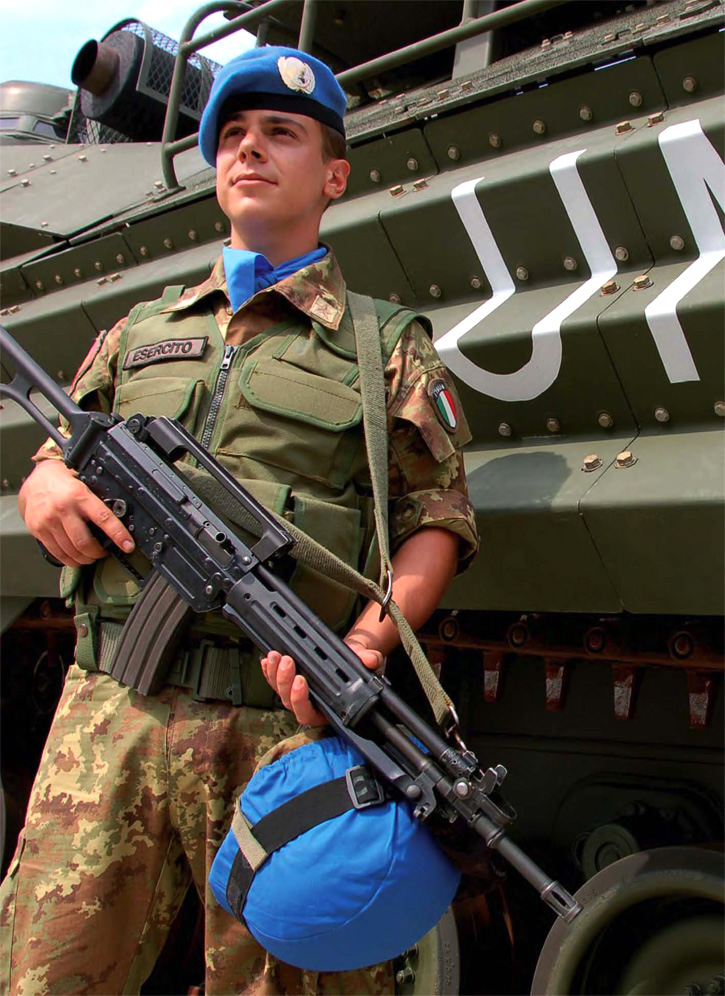
레바논 유엔임시군(UNIFIL)으로 파병된 이탈리아 육군 병사가 보초를 서고 있는 모습

평화 유지 활동(Peacekeeping)이란 지속적인 평화에 유리한 조건을 달성하기 위한 활동, 특히 평화 유지를 위한 군사적 활동을 뜻한다. 여러 연구에 따르면 평화 유지 활동은 민간인과 전장의 사망자수를 줄이고 전쟁 재발의 위험을 감소시킨다.
유엔(UN) 내의 국민 국가나 단체 내에서 국제적 차원에서 평화유지군이 분쟁 이후 평화 과정을 감시, 관찰하고 이전 전투원들이 강화 조약의 약속을 이행하는 데 도움을 줄 수 있다. 이 지원에는 신뢰 구축 조치, 권력 공유 협정, 선거 지원, 법치체제 강화, 경제 및 사회 개발 등 다양한 형태로 이루어질 수 있다. 따라서 유엔 평화유지군(평화유지군이 착용하는 특유 색깔의 베레모/방탄모 때문에 파란 베레모(Blue Berets)나 파란 헬멧(Blue Helmets)이라고도 부름)에는 군인 외에도 경찰, 민간인도 포함할 수 있다.
평화 유지 활동을 수행하는 조직은 유엔만 있는 것이 아니다. 유엔이 참여하지 않은 평화 유지 활동에는 유엔 승인을 받아 활동하는 나토의 코소보 평화 유지 활동, 시나이반도의 다국적군 및 관측대, 유럽연합(EU)의 EUFOR RCA, 아프리카 연합의 AMIS 등이 있다.
국제법에 따라 평화 유지 활동을 하는 평화유지군은 둘 이상의 교전국간 분쟁에서 중립을 취해야 하므로 평화 유지 임무 외의 중립적인 인력이나 재산과 똑같이 비전투원으로 간주되며 항상 공격으로 보호받아야 한다.

## 평화 유지 활동의 정의와 유형

### 유엔 외의 평화 유지 활동
모든 평화유지군이 유엔의 직접 통제하에 있진 않다. 1981년에는 이집트와 이스라엘 간 합의에 따라 다국적군 및 관측대가 결성되어 시나이반도를 지속적으로 감시하고 있다.
아프리카 연합은 아프리카의 평화와 안보를 실현하기 위해 아프리카의 평화유지를 구축하는 임무를 수행한다. 대량학살이나 기타 심각한 인권 침해가 발생했을 경우 아프리카 연합 총회의 승인이 있다면 해당 정부가 반대하는 입장을 내더라도 아프리카 연합 임무를 시작할 수 있다. 2015년 초에는 아프리카 안정군(ASF)을 포함한 아프리카 평화안보구조(APSA)가 수립되었다. 지역 단위에서도 서아프리카 국가 경제 공동체(ECOWAS)가 일부 회원국에서 여러 평화 유지 임무를 시작했으며 "아프리카에서 가장 발전된 지역간 평화 및 안보체계"로 평가받고 있다.
비무장 민간 평화유지군(UCP)이라는 개념도 있는데, 이는 분쟁 지역의 민간인을 폭력으로부터 보호하고 지속적인 평화 구축을 위한 여러 노력을 지원하기 위해 비폭력, 비개입주의, 공정전술 등을 수행하는 민간 요원이다. 전장에서 활동하는 비정부 기구(NGO) 사이에서는 UCP란 개념이 보편화되어 있진 않지만, 여러 민간 단체가 비슷한 개념으로 평화를 위한 노력을 하고 있다.

## 같이 보기
- 유엔 평화유지군의 방글라데시군
- 캐나다 평화유지군
- 유엔 평화유지군 임무 목록
- 유엔 평화유지군으로 파병한 병력수 순 국가 목록
- 유엔 외의 평화유지군 임무 목록
- 다국적군 및 관측대
- 비전쟁군사행동
- 헤브론 임시 해외 주재원
- 유엔 평화유지군 임무 연표

## 참고 문헌
- Aoi, Chiyuki;  Coning, Cedric de;  Thakur, Ramesh (eds.) Unintended consequences of peacekeeping operations. United Nations University, 2007.
- Autesserre, Séverine. 2014. Peaceland: Conflict Resolution and the Everyday Politics of International Intervention. Cambridge University Press. ISBN 9781107632042
- Barnett, Michael. 2002. Eyewitness to a Genocide: the United Nations and Rwanda. Cornell University Press.
- Bureš, Oldřich (June 2006). “Regional Peacekeeping Operations: Complementing or Undermining the United Nations Security Council?”. 《Global Change, Peace & Security》 18 (2): 83–99. doi:10.1080/14781150600687775. S2CID 154982851.
- Dandeker, Christopher; Gow, James (1997). “The Future of Peace Support Operations: Strategic Peacekeeping and Success”. 《Armed Forces & Society》 23 (3): 327–347. doi:10.1177/0095327X9702300302. S2CID 145191919.
- Doyle, Michael W. and Sambanis, Nicholas. 2006. Making War and Building Peace. Princeton University Press
- Evelegh, Robin (1978). Peace Keeping in a Democratic Society: The Lessons of Northern Ireland. Montréal, Québec: McGill-Queen's University Press. ISBN 0-7735-0502-4
- Fortna, Virginia Page (2004). “Does Peacekeeping Keep Peace? International Intervention and the Duration of Peace After Civil War” (PDF). 《International Studies Quarterly》 48 (2): 269–292. CiteSeerX 10.1.1.489.1831. doi:10.1111/j.0020-8833.2004.00301.x.
- Fortna, Virginia Page; Lise Morjé, Howard (2008). “Pitfalls and Prospects in the Peacekeeping Future”. 《Annual Review of Political Science》 11: 283–301. doi:10.1146/annurev.polisci.9.041205.103022. S2CID 15740415.Goulding, Marrack (July 1993). “The Evolution of United Nations Peacekeeping”. 《International Affairs》 69 (3): 451–64. doi:10.2307/2622309. JSTOR 2622309. S2CID 156682195.
- Anja Jetschke and  Bernd Schlipphak. 2019. MILINDA: A new dataset on United Nations-led and non-united Nations-led peace operations. Conflict Management and Peace Science.
- Howard, Lise  Morjé. 2008. UN Peacekeeping in Civil Wars. New York: Cambridge University Press. abstract
- Marten, Kimberly. 2004. Enforcing the Peace: Learning from the Imperial Past. New York: Columbia University Press
- Paris, Roland. 2010. At War's End. New York: Cambridge University Press
- Pushkina, Darya (June 2006). “A Recipe for Success? Ingredients of a Successful Peacekeeping Mission”. 《International Peacekeeping》 13 (2): 133–149. doi:10.1080/13533310500436508. S2CID 144299591.Worboys, Katherine (2007). “The Traumatic Journey from Dictatorship to Democracy: Peacekeeping Operations and Civil-Military Relations in Argentina, 1989-1999”. 《Armed Forces & Society》 33 (2): 149–168. doi:10.1177/0095327X05283843. S2CID 144147291.

- Reed, Brian; Segal, David (2000). “The Impact of Multiple Deployments on Soldiers' Peacekeeping Attitudes, Morale and Retention”. 《Armed Forces & Society》 27 (1): 57–78. doi:10.1177/0095327X0002700105. S2CID 143556366.
- Sion, Liora (2006). “'Too Sweet and Innocent for War'?: Dutch Peacekeepers and the Use of Violence”. 《Armed Forces & Society》 32 (3): 454–474. doi:10.1177/0095327X05281453. S2CID 145272144.
- Blocq, Daniel (2010). “Western Soldiers and the Protection of Local Civilians in UN Peacekeeping Operations: Is a Nationalist Orientation in the Armed Forces Hindering Our Preparedness to Fight?”. 《Armed Forces & Society》 36 (2): 290–309. doi:10.1177/0095327X08330816. S2CID 146797513.